# كلاب المدينة (فلم)
كلاب المدينة فيلم دراما وأكشن للمخرج جمال التابعي  عام 1995، كتب القصة والسيناريو والحوار بهجت قمر وجمال التابعي. الفيلم من بطولة الشحات مبروك، محمود الجندي، أبو بكر عزت، ونجوى فؤاد  وتدور الأحداث حول الشاب لطفي الذي يخرج من السجن ليجد كل الأبواب مغلقة ويصادفه زاهر الذي يصحبه إلى عالم النصب والاحتيال وتجارة المخدرات أيضا.
صدر الفيلم إلى دور العرض المصرية في 26 يونيو 1995.
منح موقع قاعدة بيانات الأفلام العربية «السينما.كوم» الفيلم درجة 5.9/ 10.

## طاقم التمثيل
الشحات مبروك: في دور لطفي المنزلاوي
محمود الجندي: في دور زاهر
أبو بكر عزت: في دور شكري
نجوى فؤاد: في دور كوثر
هند عاكف: في دور ماجي
شريف صبري: في دور عواد
هانم محمد: في دور أم لطفي
نبيل الهواري: في دور البرنس
أحمد أبو عبية: في دور تاجر مخدرات
حسين عرعر: في دور شاويش في قسم الشرطة
سيد حاتم: في دور حميدة (الصعيدي المسروق)
بالاشتراك مع: عزت العلايلي (ضيف شرف) – ياسمين – عبد الناصر محمود – لويس يوسف – ناصر عبد الحليم.
لاعبي الكونغ فو والكاراتيه: سيد محمد – فتحي عبد العال – أسامة عبد الله – ياسين عبد ربه – ناصر أمين – محمد صبح – محمد إبراهيم – محمد هيبة.

## أحداث الفيلم
يتورط الشاب لطفي المنزلاوي (الشحات مبروك) في علاقة غرامية بالراقصة دلال، ويضطر إلى الاختلاس. تلقي الشرطة القبض عليه، ويقضي في السجن ثلاث سنوات، ويخرج من السجن بلا عمل أو مورد أو صديق يقترض منه. يقرر لطفي إحتراف النصب والاحتيال، لكنه يفشل في أولى خطواته ويتم القبض عليه مرة أخرى ويودع حجز الشرطة، حيث يلتقى بالمحتال زاهر (محمود الجندي) أثناء دفع قيمة الكفالة لإخراجه من السجن وتتوطد الصداقة بينهما، يتوجه الصديقان لكوثر (نجوى فؤاد) التي تقرر مساعدتهم بالتوسط لهما لدى رجل الأعمال الفاسد شكري (أبو بكر عزت) الذي يمارس عمليات التهريب. يوافق شكري على ضمهم لرجاله، وعندما يكتشف لطفي حقيقة شكري، يقرر تسليم الشحنة المهربة للشرطة بينما يتعرض زاهر ويحاول منعه من ذلك، يعلم شكري فيهدد لطفى بقتل أمه (هانم محمد) وأخته للضغط عليه فيتظاهر بالانصياع لشكري ولكن في موعد تسليم البضاعة بين شكرى وزاهر يتم القبض على شكري، يتضح أن البوليس استغل لطفى للإيقاع بشكري.

## وصلات خارجية
- كلاب المدينة على موقع الدهليز
- كلاب المدينة على موقع قاعدة بيانات الأفلام العربية
- كلاب المدينة على موقع الدهليز
- كلاب المدينة على موقع كاروهات